# Мост Татара
Мост Татара (яп. 多々羅大橋) — вантовый мост, пересекающий Внутреннее Японское море Сэто, расположенный на границе префектур Хиросима и Эхиме, Япония; 5-й по длине основного пролёта вантовый мост в мире (1-й в Японии). Является частью скоростной автодороги 317 Нисисэто (Ономити — Имабари) и системы мостов Хонсю—Сикоку.
Мост соединяет острова Икути (территория города Ономити) на востоке и остров Омисима (территория города Имабари) на западе.
Длина моста — 1480 м. Конструктивно представляет собой двухпилонный вантовый мост с основным пролётом длиной 890 м. Вантовая секция моста сменяется двумя секциями (с обеих сторон) балочной конструкции. Дополнительные пролёты вантовой секции два по 270 и 320 м. Высота основных башенных опор — 220 м. Башенные опоры имеют форму перевернутой буквы Y.
На время открытия мост являлся первым в мире вантовым мостом по длине основного пролёта 890 м. Мост Татара потерял первенство в 2008 году, когда был открыт в Китае мост Сутун через реку Янцзы с длиной основного пролёта 1088 м.
Мост имеет 4 полосы движения (по две в обе стороны) для автомашин, максимальная разрешенная скорость для них – 80 км/час. Помимо этого есть дорожки для пешеходов и велосипедистов.
Строительство моста обошлось в 605,8 млн долларов США.